# 頭等艙 (航空)

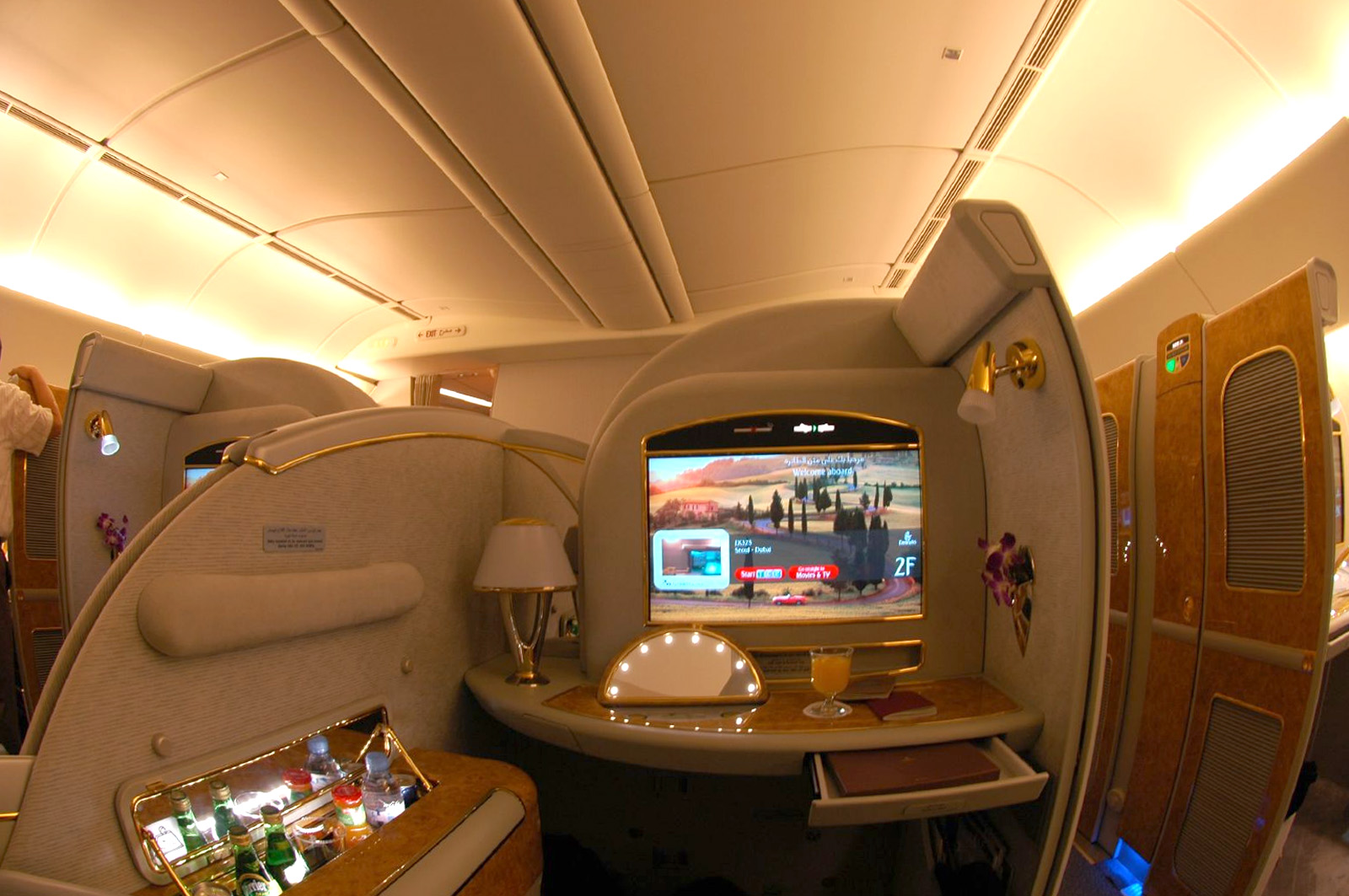
阿聯酋航空波音777的頭等艙

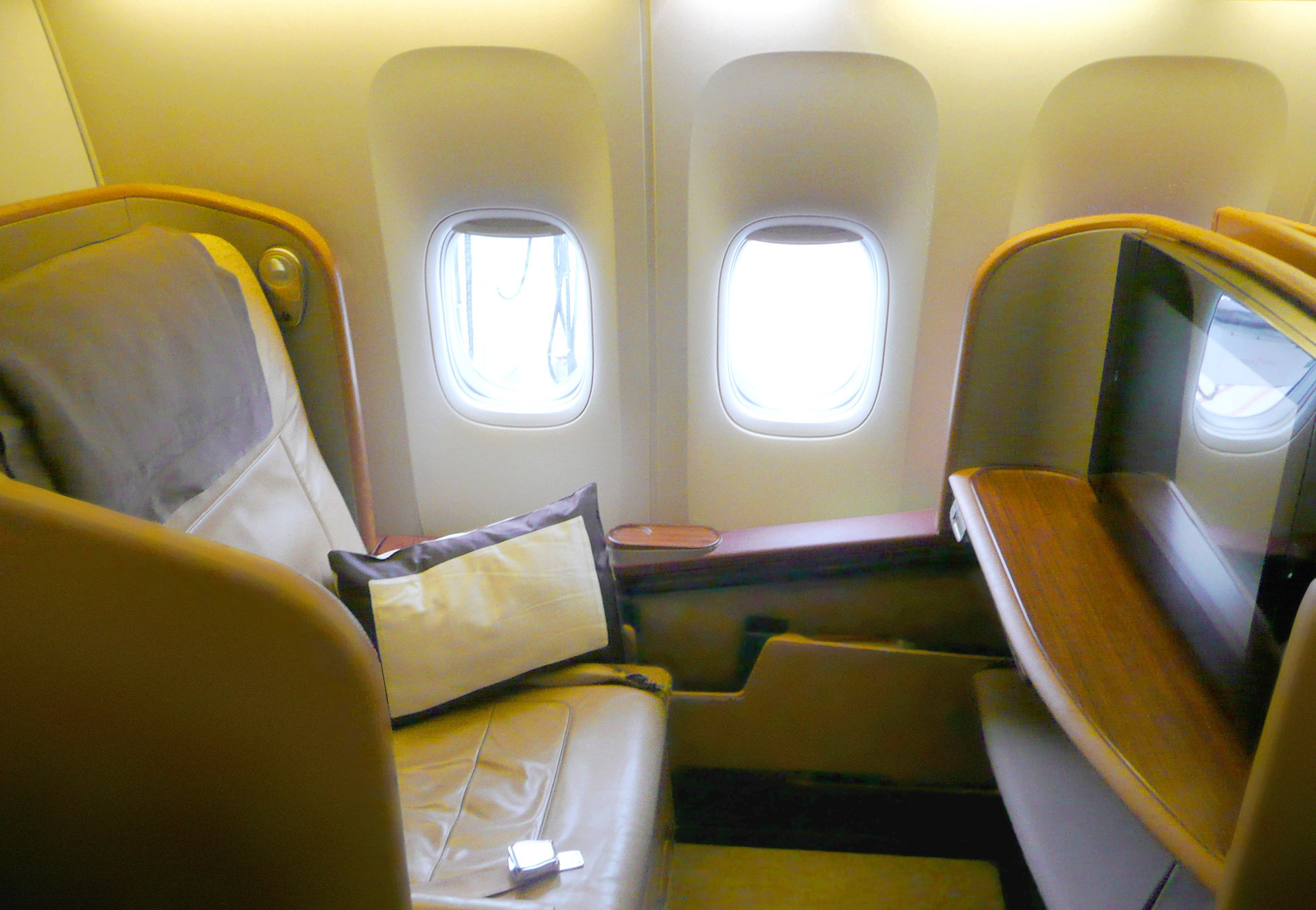
新加坡航空波音777的頭等艙

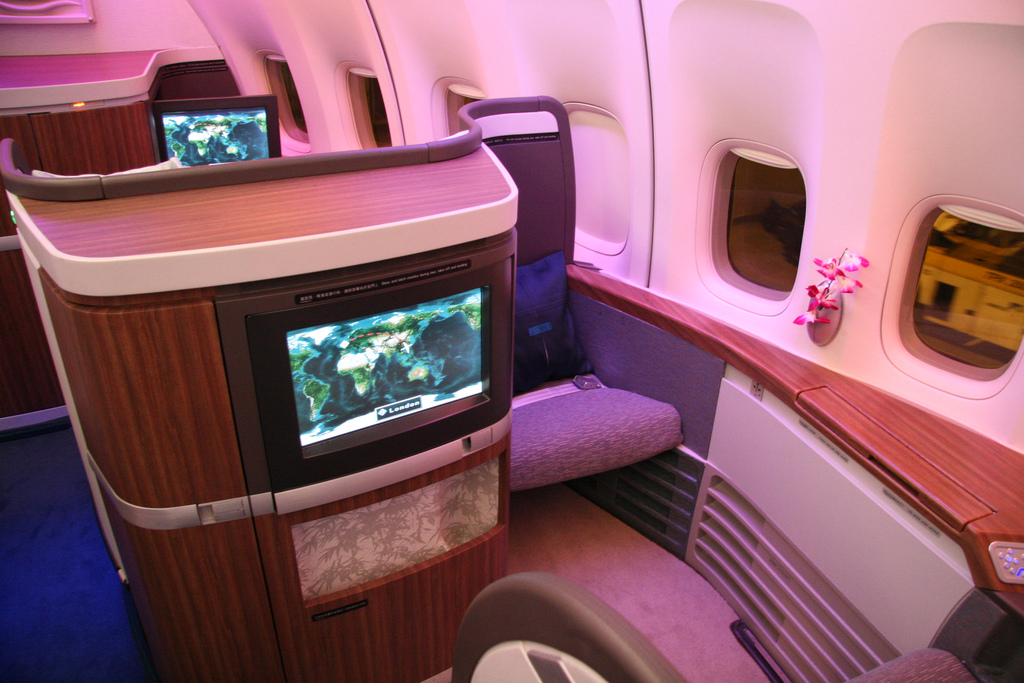
國泰航空對座式的頭等艙

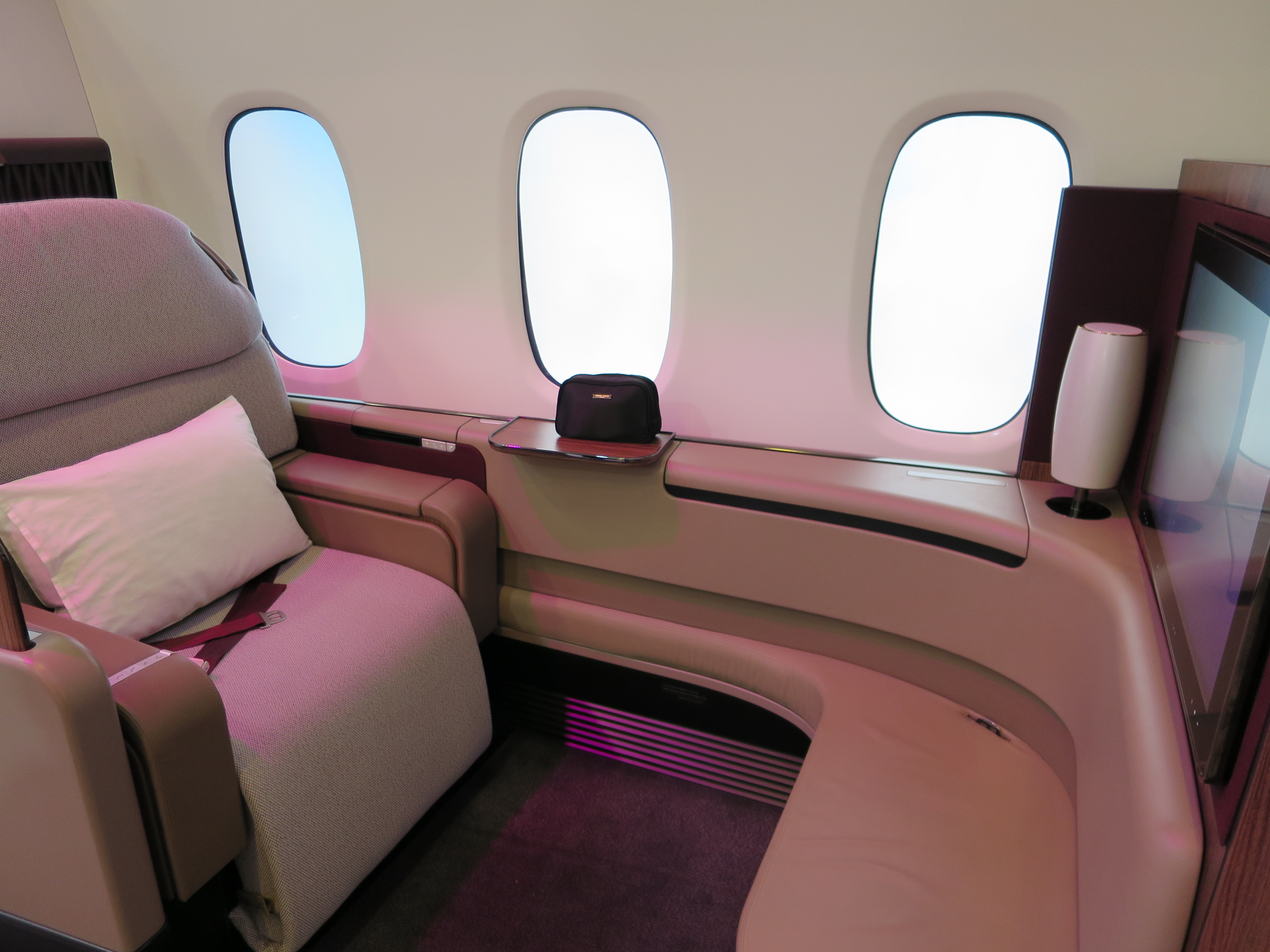
卡達航空空中巴士A380的頭等艙

頭等艙（英語：first class）是大多数民航客機裡價格最高的一個艙等，顧名思義，通常設置在飛機的頭端。
頭等艙的票價相當昂貴，所以頭等艙受到的禮遇遠遠超過商務艙。远程的頭等艙來回票價通常都超過10,000美元，與商務艙（2,000-6,000美元）和經濟艙（1,000美元）的票價相距甚遠。票價最便宜的經濟艙的乘客有时有機會免費升等至商務艙，但想升等至頭等艙的乘客必須付費，因此以往頭等艙想升等也相當昂貴，但近年來，商務艙或經濟艙的乘客可使用飞行常客奖励计划來升等至頭等艙。有趣的是頭等艙是飛機最先出現的艙等，其後才是經濟艙的發明。當今國際航線的頭等艙設定是比商務艙高級，國際航線商務艙通常設有8至90個座位不等，而頭等艙只設有4到16個座位。因為銷售不佳，有逐漸減少座位數的趨勢。

## 座位
對於許多人來說，搭乘頭等艙最大的好處就是私密包廂，頭等艙與商務艙之間有布簾來隔開兩個艙等。但美國的航空公司為了安全紛紛將隔間移除或是改用透明隔間。座椅是又大又寬，有足夠的空間移動，也可以當作床來睡眠。远程的頭等艙座椅椅背通常有50至80吋的前後移動空間，有些航空（如阿提哈德航空、阿聯酋國際航空和新加坡航空）更提供個人套房；個人套房多半出現在擁有A380之航空業者的班機上，才有充裕的空間打造套房。
由於航空以及飛機型號的不同，頭等艙座椅共有4種：
- 標準座椅（Standard Seats）：椅背傾斜角度有限，但腿部空間仍相當大，依然非常舒適。
- 平躺座椅（Lie Flat Seats）：廣告上聲稱可以傾斜至180度平角（或將近180度），但實際上傾斜的角度過大，乘客不容易入睡。座椅相當舒適，所以許多中远程的乘客偏好此種座椅。
- 床式座椅（Flat Bed Seats）：能傾斜至180度平角，也附有小床單，當床或坐椅都相當舒適。在1996年由英國航空的座椅製造商Contour Premium Aircraft Seating設計。
- 迷你套房（Mini-suite）：附有床、工作檯、以及電視；有越來越多航空提供這樣的座椅。

## 頭等艙的禮遇服務
（因航空公司、航線有所不同）

### 地上
- 機場和飯店、市區間的免費接送
- 頭等專用的登機手續櫃檯
- 单独的安检通道
- 托運行李的重量限制最為寬鬆
- 優先使用快速通關道
- 在機場內以電動小車或高爾夫球車移動到登機門

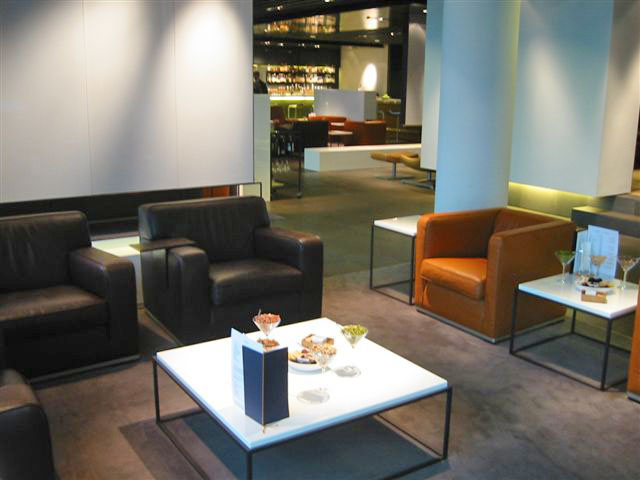
德國漢莎航空的頭等艙貴賓候機室

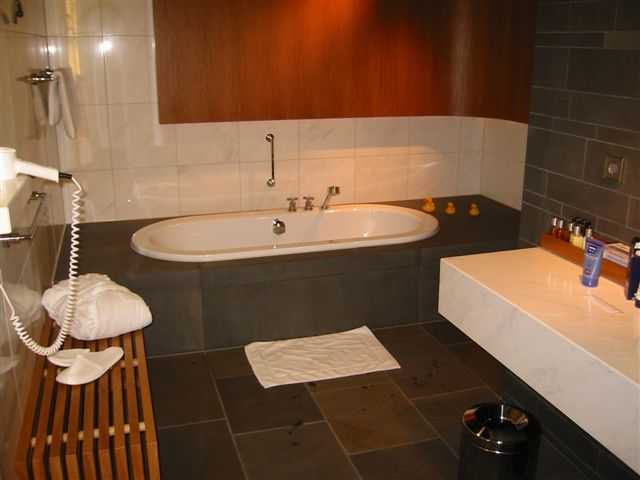
德國漢莎航空頭等艙候機室的浴室

- 頭等艙專用的貴賓候機室（商務座也不會共用，原則上候機室內的飲食不收費；浴室和按摩的服務也免費）
- 由專屬的登机廊桥優先登機、下機
- 飞行常客奖励计划較其他艙等額外享有更多的里程點數累積
- 若在遠端停機坪下機時，機場會提供內裝較豪華、空間較寬敞、配備專屬座椅的專屬接駁車，跟經濟艙接駁車區分
- 抵達目的地時可優先提領行李與寄送

### 機內

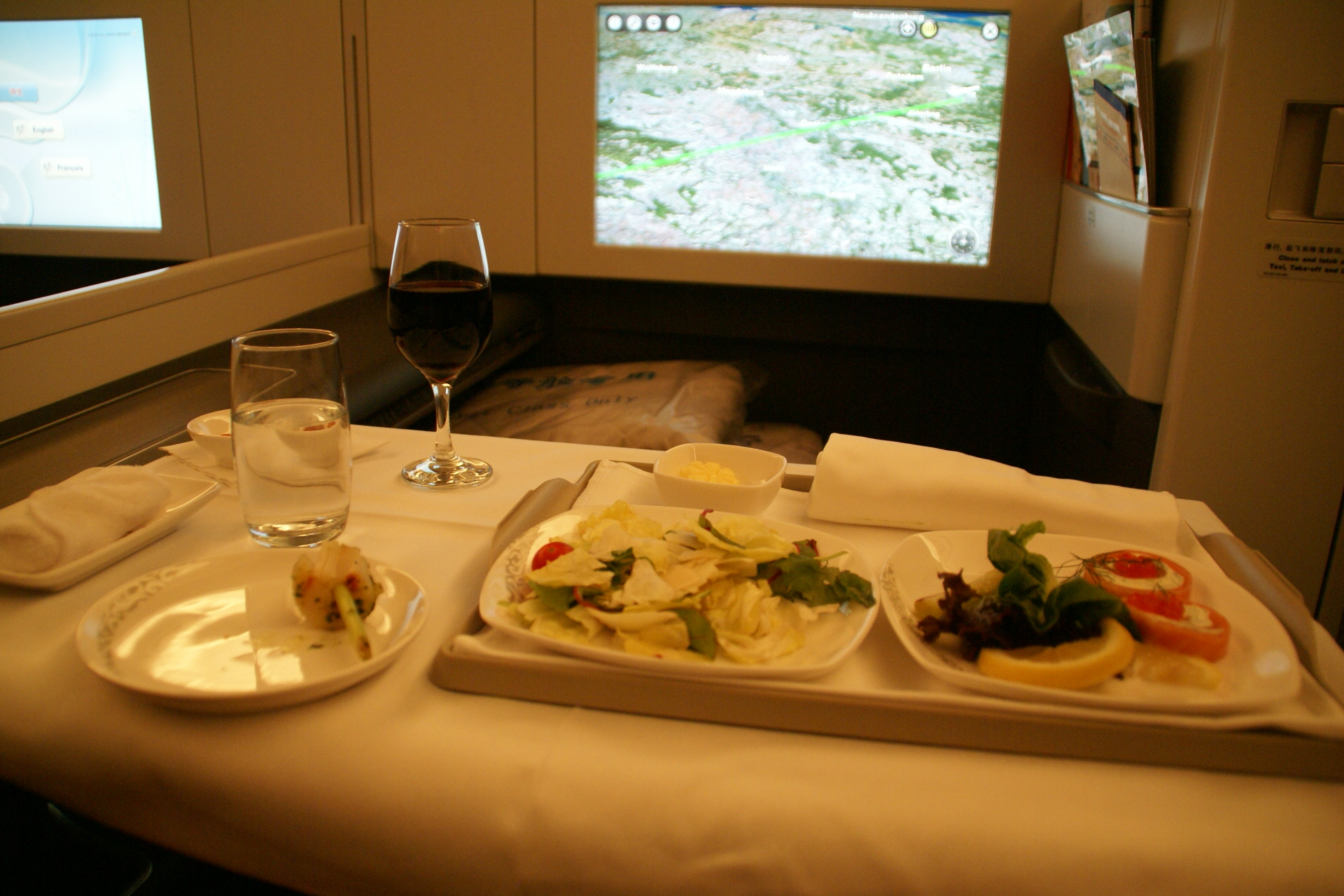
中国国际航空头等舱的飞机餐及机上娱乐系统

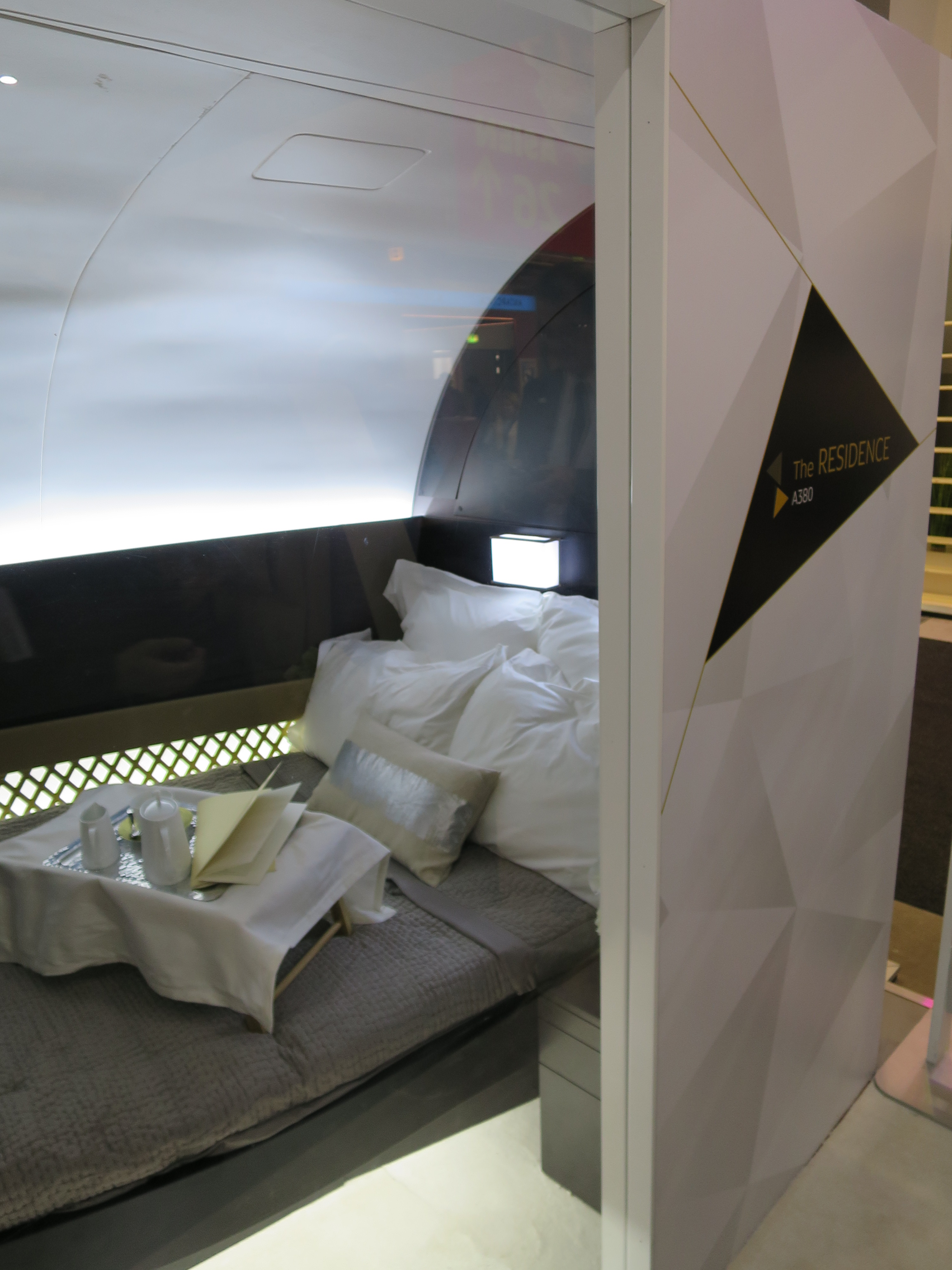
阿提哈德航空的頭等艙“The Residence”設有私人臥室

- 專用的座艙（商務艙及經濟艙的乘客不可随意進入）
- 座椅可放平成床
- 提供羽毛棉被及睡衣
- 高品質即棄拖鞋
- 專属空中乘务员
- 專用的機內盥洗室，部分航空公司甚至配備淋浴間
- 部分航空公司在機上配備專屬吧台
- 較豐富且螢幕較大的機內娛樂系統，部份航空公司還提供辦公軟體及瀏覽網頁的功能。
- 設有交流電或USB插座供充電或筆記型電腦使用。
- 有些航空公司提供免费的Wi-Fi。
- 能同時享用酒精及非酒精的飲料，且用玻璃製杯盛裝（除了全美航空使用塑膠製杯以外）。飛機餐提供餐酒、甜點以及開胃酒的選擇，而這些餐點通常是由主廚精心設計，上餐時桌面還鋪有白色桌巾，且提供高級餐廳相同的瓷制以及金属餐具。

## 航空公司
過去幾十年以來，提供頭等艙的航空公司座位數量越來越少，以削減成本，而將重心放在商務艙，如今只剩下一部份的頂級的航空設置國際線的頭等艙。
在美國，雖然國內線的頂級艙等（在北美稱為「頭等艙」）相當常見，但绝大多数美國的航空公司（除了美國航空）和許多它國的航空公司已完全移除國際航線的頭等艙的設置，只提供第二等級的商務艙，商務艙因而成為其执行航线上最頂級的國際線艙等。
國際線仍設有頭等艙的航空公司如下：

### 亞洲
| 航空公司         | 客機型號                                                                             | 來源                                          |
| ---------------- | ------------------------------------------------------------------------------------ | --------------------------------------------- |
| 中國國際航空     | 波音747-4J6、波音747-89L、部分波音777-39L/ER                                         |                                               |
| 印度航空         | 波音777                                                                              |                                               |
| 全日空           | 波音777-300/ER、空中巴士A380                                                         |                                               |
| 國泰航空         | 部分波音777-367/ER                                                                   | （页面存档备份，存于）                        |
| 中國東方航空     | 波音777-39P/ER、空中巴士A330-300、空中巴士A350-900(已改名為豪華商務艙)               |                                               |
| 廈門航空         | 波音787-8                                                                            |                                               |
| 阿联酋国际航空   | 空中巴士A380-800、波音777-31H/ER                                                     | （页面存档备份，存于） （页面存档备份，存于） |
| 阿提哈德航空     | 部分波音777-300ER、部分波音787-9、空中巴士A321LR、空中巴士A380-800                   |                                               |
| 以色列航空       | 部分波音777-200ER                                                                    |                                               |
| 日本航空         | 波音777-346/ER、空中巴士A350-1000                                                    |                                               |
| 大韓航空         | 波音747-8i、空中巴士A380、波音777-3B5、波音777-3B5/ER                                | （页面存档备份，存于）                        |
| 科威特航空       | 波音777-300ER                                                                        |                                               |
| 加鲁达印尼航空   | 部分波音777-300ER                                                                    |                                               |
| 阿曼航空         | 部分波音787-9                                                                        |                                               |
| 卡達航空         | 空中巴士A380-800                                                                     |                                               |
| 沙烏地阿拉伯航空 | 部分波音777                                                                          |                                               |
| 新加坡航空       | 空中巴士A380-800、波音777-312/ER                                                     |                                               |
| 星宇航空         | 空中巴士A350-900、空中巴士A350-1000 頭等艙與商務艙共用空間，但為加高隔板之半封閉座椅 |                                               |
| 泰國國際航空     | 部分波音777-300ER                                                                    |                                               |

### 歐洲
| 航空公司     | 客機型號                                                                  | 來源                   |
| ------------ | ------------------------------------------------------------------------- | ---------------------- |
| 法國航空     | 部分波音777-300ER                                                         |                        |
| 英國航空     | 部分波音777-200ER、波音777-300ER、波音787-9、波音787-10、空中巴士A380-800 | （页面存档备份，存于） |
| 德國漢莎航空 | 波音747-8I、空中巴士A340-600、部分空中巴士A350-900、空中巴士A380-800      | （页面存档备份，存于） |
| 瑞士國際航空 | 空中巴士A330-300、空中巴士A340-300、波音777-300ER                         | （页面存档备份，存于） |

### 北美洲
| 航空公司 | 客機型號                | 來源 |
| -------- | ----------------------- | ---- |
| 美國航空 | 波音777-323ER、A321-200 |      |

### 大洋洲
| 航空公司 | 客機型號                            | 來源 |
| -------- | ----------------------------------- | ---- |
| 澳洲航空 | 空中巴士A350-1000、空中巴士A380-800 |      |

### 非洲
| 航空公司       | 客機型號                     | 來源 |
| -------------- | ---------------------------- | ---- |
| TAAG安哥拉航空 | 波音777-200ER、波音777-300ER |      |